# Contea di Lincoln (Kentucky)
La contea di Lincoln in inglese Lincoln County è una contea dello Stato del Kentucky, negli Stati Uniti. La popolazione al censimento del 2000 era di 23 361 abitanti. Il capoluogo di contea è Stanford